# Janneman Robinson

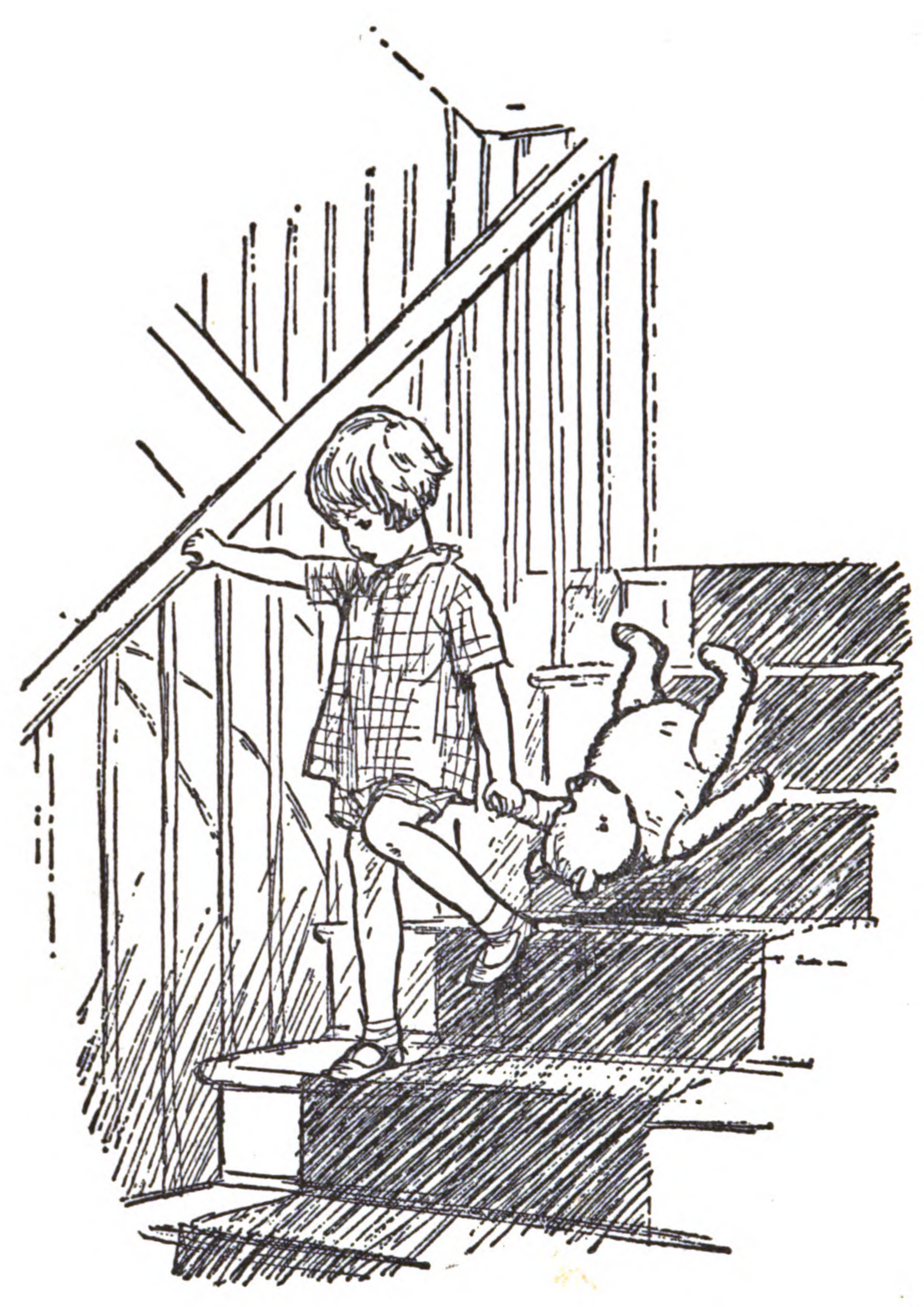
Janneman Robinson wandelt de trap af met zijn Beer Edward (Winnie the Pooh). Prent van Ernest Shepard in een uitgave van het boek Winnie-the-Pooh (1926)

Janneman Robinson is een personage uit het verhaal Winnie de Poeh en dat volgens het verhaal met zijn dierenvrienden in het Honderd Bunderbos woont. 
Hij is genoemd naar Christopher Robin Milne (Londen 21 augustus 1920 – 20 april 1996). In zijn kindertijd noemden zijn ouders hem Billy. In de Engelse tekst van de boeken wordt hij steeds met de beide voornamen, Christopher Robin, aangeduid. In de oudste Nederlandse vertaling van Nienke van Hichtum (1929) heet hij Janneman Robinson. Mies Bouhuys gaf in 1987 in een nieuwe Nederlandse vertaling Janneman zijn oorspronkelijke naam Christoffer terug.
De boeken over Winnie de Poeh werden zeer populair en daardoor werd Christopher Milne ook een bekende persoonlijkheid. Hij was daar, toen hij ouder werd, niet blij mee.